# Třída Vidar
Třída Vidar jsou pobřežní minonosky postavené pro norské královské námořnictvo v době studené války. Sekundárně sloužily jako velitelské a podpůrné lodě. Celkem byly postaveny dvě jednotky této třídy. Norsko obě vyřadilo, po jedné získala námořnictva Litvy a Lotyšska.

## Stavba
Postaveny byly dvě jednotky této třídy. Obě postavila loděnice Mjellem & Karlsen v Bergenu.
Jednotky třídy Vidar:
| Jméno       | Spuštěna        | Vstup do služby | Osud                                                                                                |
| ----------- | --------------- | --------------- | --------------------------------------------------------------------------------------------------- |
| Vidar (N52) | 18. května 1977 | 21. října 1977  | Vyřazena, dne 27. června 2006 zařazena do litevského námořnictva jako Jotvingis (N42), aktivní.     |
| Vale (N53)  | 5. srpna 1977   | 10. února 1978  | Vyřazena 2003, dne 27. ledna 2003 zařazena do lotyšského námořnictva jako Virsaitis (A53), aktivní. |

## Konstrukce

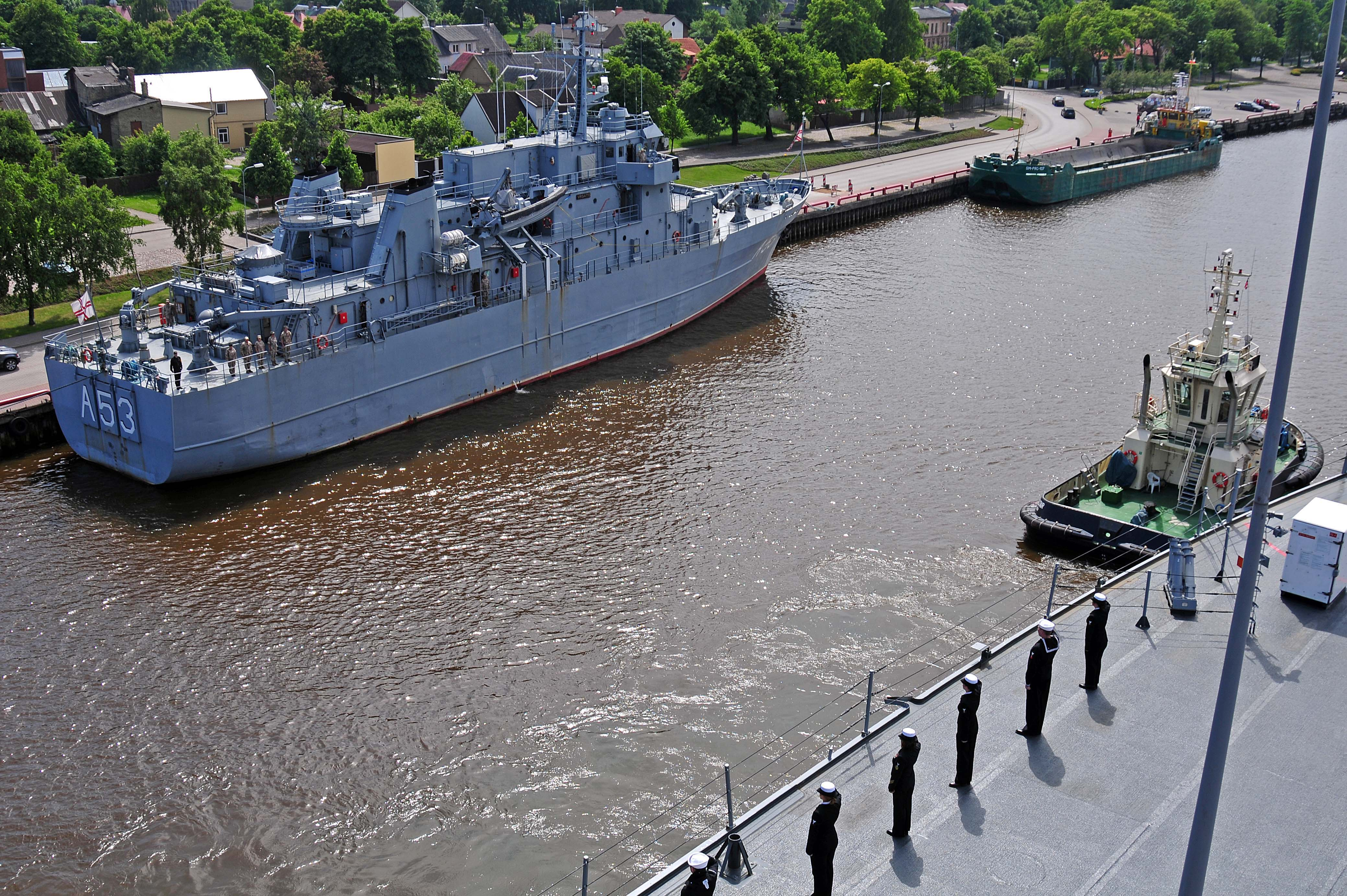
Virsaitis (A53)

Elektroniku tvoří radar Decca TM 1226 a sonar SQ3D. Plavidla jsou vyzbrojena dvěma 40mm kanóny Bofors. Pojmou až 400 námořních min. Pohonný systém tvoří dva diesely Wichmann 7AX o výkonu 4200 hp, pohánějící dva lodní šrouby. Nejvyšší rychlost dosahuje 15 uzlů.